# Маслинка
Маслинка — река в России, протекает в Тужинском районе Кировской области.. Устье реки находится в 31 км по левому берегу реки Немдеж. Длина реки составляет 23 км.
Исток реки на Вятском Увале в лесах близ границы с Нижегородской областью в 29 км к юго-западу от посёлка Тужа. Река течёт на восток, притоки: Плоский Лог, Липянка (левые); Ташкемка, Никитиха, Изимерка (правые). Впадает в Немдеж у села Михайловское, центра Михайловского сельского поселения. В черте села на реке небольшая запруда.

## Данные водного реестра
По данным государственного водного реестра России относится к Камскому бассейновому округу, водохозяйственный участок реки — Вятка от города Котельнич до водомерного поста посёлка городского типа Аркуль, речной подбассейн реки — Вятка. Речной бассейн реки — Кама.
По данным геоинформационной системы водохозяйственного районирования территории РФ, подготовленной Федеральным агентством водных ресурсов:
- Код водного объекта в государственном водном реестре — 10010300412111100037099
- Код по гидрологической изученности (ГИ) — 111103709
- Код бассейна — 10.01.03.004
- Номер тома по ГИ — 11
- Выпуск по ГИ — 1